# Протестантизм у Франції

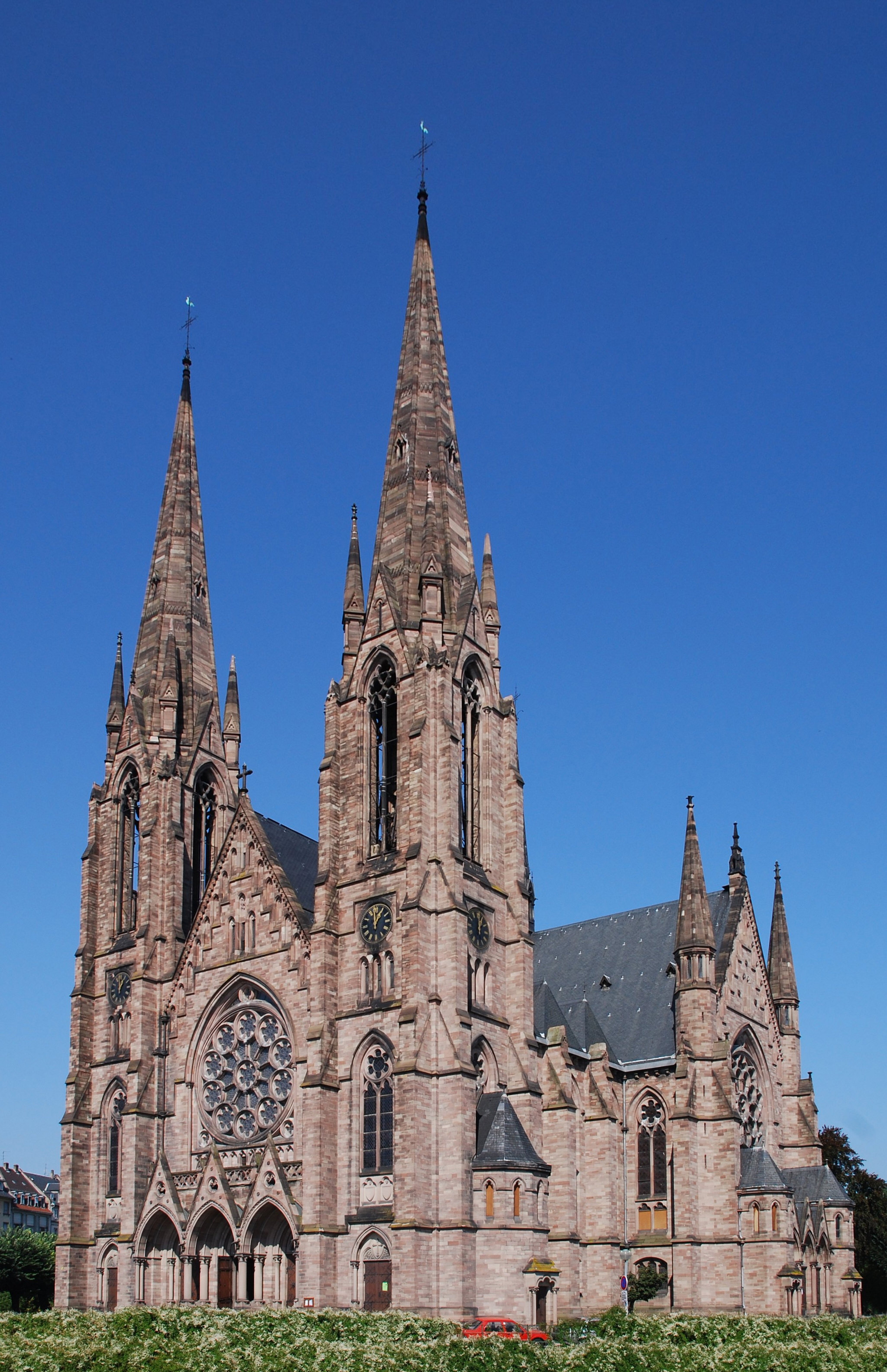
Протестантський храм Святого Павла в Страсбурзі

Протестантизм у Франції — один із напрямків християнства в країні. За даними дослідницького центру Pew Research Center у 2010 році у Франції проживало 1,12 млн протестантів, які становили 1,8 % населення цієї країни. «Енциклопедія релігій» Дж. Р. Мелтона в 2010 році нарахувала у Франції 1,35 млн протестантів .
У 2001 році в країні діяло 3,65 тис. протестантських парафій. В ході недавніх досліджень встановлено, що 39 % французьких протестантів регулярно беруть участь в житті своїх парафій. При цьому, щотижня богослужіння відвідують лише 8—9 % реформаторів і лютеран, тоді як серед євангельських християн і п'ятидесятників ця цифра досягає 65 %.
Частка протестантів серед французів вельми незначна. Істотний відсоток протестанти складають серед німців, англійців, голландців, американців, швейцарців, датчан, шведів, корейців, що живуть у Франції. Зростаючу групу прихожан п'ятидесятницьких церков представляють навернені в протестантизм цигани .
Дослідження, проведене в 2006 році, показало незначне збільшення числа французьких протестантів. Пов'язано це із зростанням євангельських церков, перш за все — африканського походження .

## Історичний огляд

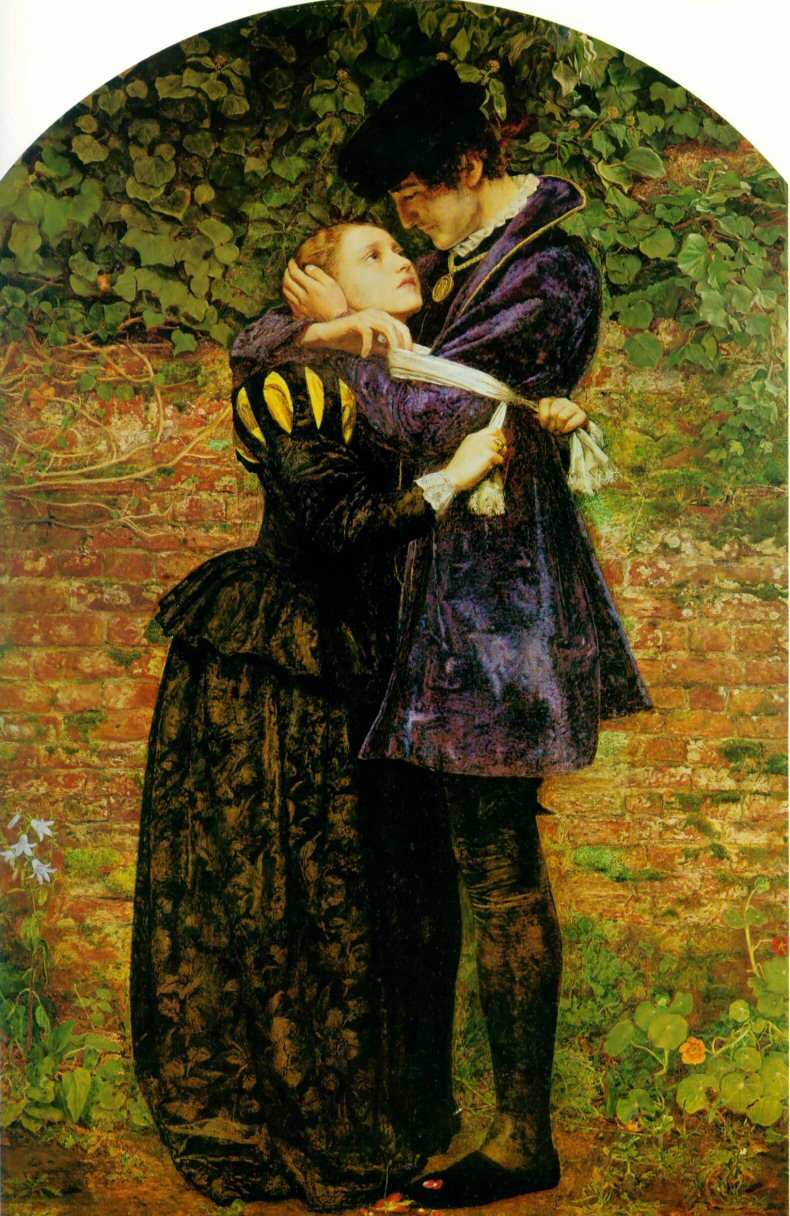
«Гугенот у день св. Варфоломія» (Джон Мілле 1852 рік). Дівчина-католичка намагається надіти на руку своєму коханому-гугеноту білу пов'язку, яка б означала його прихильність до католицизму. Юнак знімає пов'язку тією ж рукою, якою обіймає дівчину

На територію сучасної Франції християнство проникло вже в I столітті; близько 150 року в Ліоні діяла велика християнська громада. Важливими подіями в християнській історії країни були масове хрещення за правління Хлодвіга, проповідь Колумбана і Боніфація. У XII столітті на півдні Франції з'являються релігійні рухи вальденсів і катарів, що привело до певних ідей Реформації.

### Церкви Реформації
Перші протестанти з'явилися у Франції на початку 1520-х років. Ідеї Реформації проникали в країну як з Німеччини, так і з франкомовної Швейцарії. Незважаючи на заборони, переслідування і масові страти, гугенотська громада Франції зросла. До 1557 року 35 % населення Франції були гугенотами, в країні діяло 2 тисячі протестантських церков. До протестантизму перейшли і деякі члени королівської сім'ї. У 1562 році серія насильницьких інцидентів, в тому числі різанина у Вассі спровокувала початок першої з численних воєн гугенотів. Одним з найвідоміших епізодів протистояння католиків і гугенотів Франції стала Варфоломіївська ніч, жертвами якої стали 30 тис. протестантів. Тридцятирічний період релігійних воєн у Франції був завершений Нантським едиктом, що дарував 1,25 млн гугенотам віросповідні права. Едикт був скасований Людовіком XIV у 1685 році. Тільки в 1787 році за правління Людовику XVI вийшов новий указ про віротерпимість. Незабаром після цього були знову відкриті протестантські церкви.
Близько 1580 року у Франції з'являється перша громада Англіканської церкви.
Після завершення Тридцятилітньої війни, до складу Франції увійшов Ельзас, на території якого проживали меноніти. Наприкінці XVII століття серед менонітів проповідував Якоб Амман. Його проповідь призвела до створення громад Амішів.
У 1938 році від Реформатської церкви відкололася частина громад, які створили Національна спілка незалежних євангельських реформаторських церков. У 2009 році організація змінила назву на Національний союз євангельських протестантських реформаторських церков Франції.
1970 року студенти з Мадагаскару, які на своїй батьківщині були прихожанами Церкви Ісуса Христа на Мадагаскарі і Малагійської лютеранської церкви, заснували Малагійську протестантську церкву у Франції.
2006 року в результаті злиття Євангелічної церкви аугсбурзького віросповідання Ельзасу і Лотарингії і Протестантської реформаторської церкви Ельзасу і Лотарингії був утворений Союз протестантських церков Ельзасу і Лотарингії.
2013 року, після шестирічних переговорів, Реформаторська і Лютеранська церкви створили Об'єднану протестантську церкву Франції .

### Післяреформаціоний рух

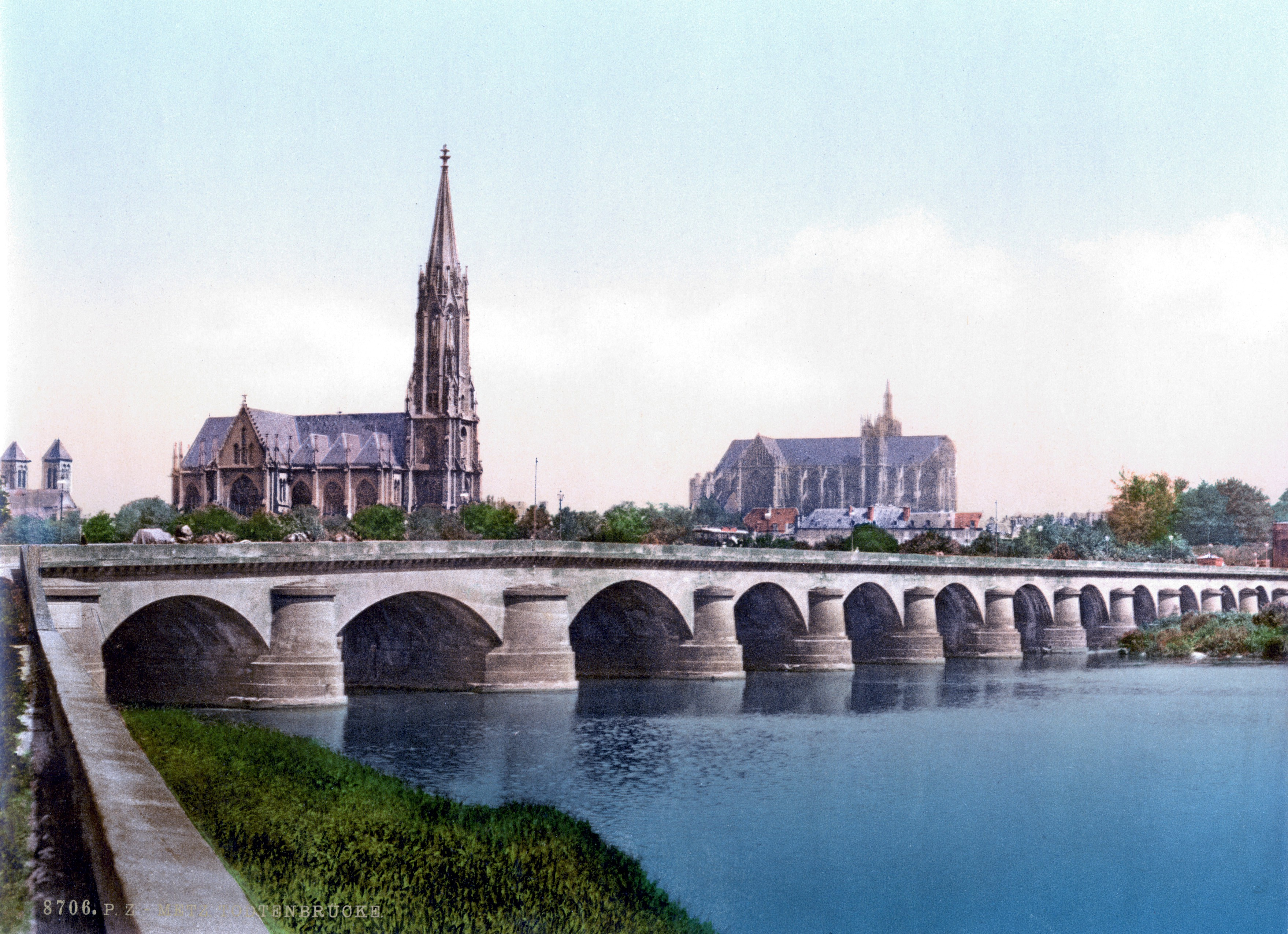
Лютеранський храм у місті Мец (світлина близько 1900 року)

Перший методиський місіонер прибув до Франції з Англії в 1791 році. Церкви, створені його служінням, проіснували аж до Другої світової війни, поки більша частина з них не увійшла до складу Реформаторської церкви Франції. У 1868 році методистської церква утворилася в Страсбурзі, поклавши початок сучасному Союзу євангельських методистських церков Франції.
1810 року у Французькій Фландрії утворилася група віруючих, що самостійно вивчали Біблію. У 1819 році баптист Генрі Пайт організував серед них першу церкву. 1835 року в Дуе був побудований перший баптистський храм. У 1919 році в країні була утворена Французька баптистська федерація. Уже через два роки з неї вийшли шість церков, сформувавши Асоціацію євангельських церков баптистів (на початку XXI століття в Асоціацію влився Євангельський баптистський альянс півночі і сходу Парижа). 1962 року американська асоціація консервативних баптистів початку церква в Парижі. 1967 року було утворено Євангельське співтовариство незалежних баптистів, що об'єднало різні баптистські незалежні громади .
1834 року в країні починають місіонерську діяльність дарбісти.
1874 року Джон Ендрюс став проповідувати адвентизм серед франкомовних жителів Швейцарії. Також, адвентизм починає поширюватися в Ельзасі, який на той час належав Німеччині. У 1907 році була створена Французька конференція церкви адвентистів сьомого дня, що об'єднала 16 церков із 227 членами .
1881 року в Парижі започаткувала служіння Армія Порятунку. 1931 року французькою владою було зареєстровано Армію спасіння як асоціацію соціального служіння. За часів режиму Віші організація була заборонена. В 1944 році майор Армії Порятунку Жорж Фландре, учасник Опору, був розстріляний. Після війни організацію очолив Вікліф Бут, онук засновника Армії Порятунку .
Після геноциду вірмен у Франції втікла велика кількість представників цього народу, серед яких було чимало протестантів — нащадків духовного відродження вірмен у середині XIX століття. У 1920 році вірмени-протестанти створили першу церкву, в 1924 році — Союз вірменських євангелічних церков Франції. Союз належить до конгрегаціоналістськоїго типу протестантизму.
1930 року англієць-п'ятдесятник Дуглас Скотт прибув до Франції, щоб вивчити французьку мову і надалі вирушитив місіонером до французького Конго. І хоча на той час в країні вже існували п'ятдесятницькі громади (так, в 1926 році Томас Робертс почав у Парижі громаду Апостольської церкви), саме з ім'ям Скотта пов'язують масове поширення пятдесятництва у Франції. Заснована ним у 1932 році в Гаврі громада незабаром стане частиною Асамблей Бога, а сам Скотт залишиться служити у Франції. До 1937 року в країні будуть відкриті 26 церков Асамблей Бога, в 1947 році — 60 .

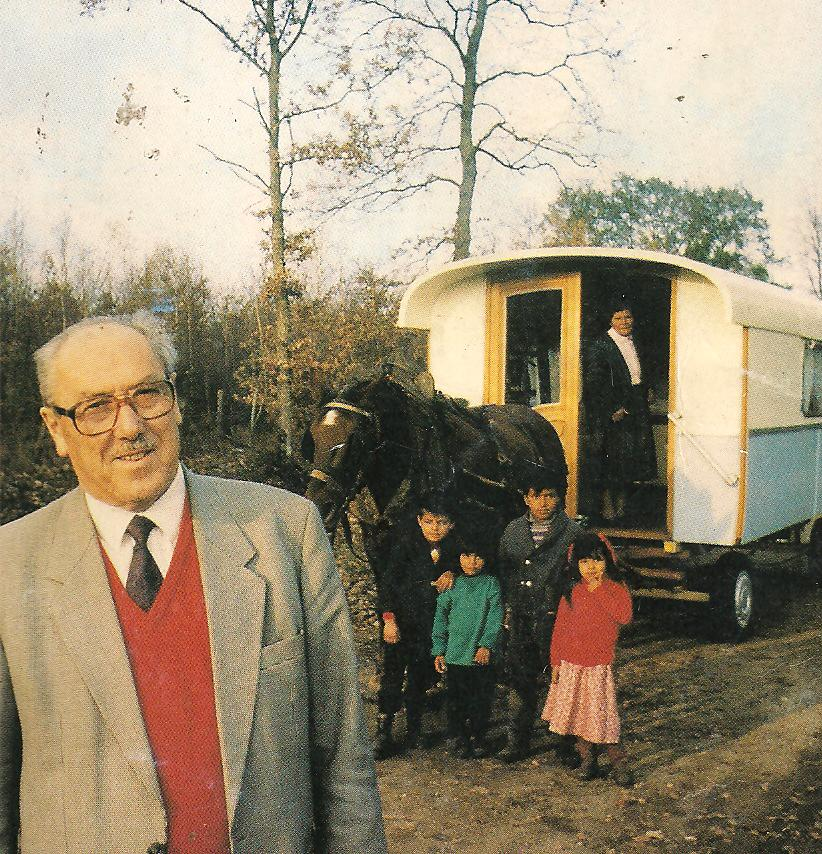
«Апостол циган» Клемент Ле Коссек (1991 рік)

1952 року в Бресті пастор Асамблей Бога Клемент Ле Коссек заснував Євангельську місію серед циган «Життя і світло». Пробудження серед циган, супроводжувалося масовими зверненнями, зціленнями і соціальними перетвореннями, пізніше назвуть «найбільшим пробудженням у післявоєнній Європі». Під керівництвом Ле Коссека «Життя і світло» розширить географію свого служіння, відкривши філії в Іспанії, Великій Британії, Індії, Північній і Південній Америці.
Після Другої світової війни у Франції виникає ряд місцевих п'ятдесятницьких церков. 1963 року Альдо Бензі заснував Євангельську місіонерську церкву Безансона. У 1975 році вихідці з Асамблей Бога об'єдналися в Федерацію вільних п'ятдесятницьких церков. У 1990 році вона була перейменована на Федерацію церков повного Євангелія у Франції, в 2009 році — на Федерацію франкомовних церков повного Євангелія.
У 1983 році була створена Федерація баптистських харизматичних церков. У 1987 році в Мюлузі була заснована незалежна повноєвангельська церква «Відкриті двері християн», що стала згодом однією з найбільших французьких мегацерков. У 1989 році виник Союз місіонерських церков, в 1990 році Вінсент Естерман заснував Союз протестантських громад на місії. У 1996 році П'єр Ланнуа заснував Союз незалежних п'ятдесятницьких церков.
П'ятдесятництво широко поширюється серед іммігрантів у Франції, перш за все африканців і вихідців з Антильських островів. У 1989 році португалець Нуно Педро, колишній пастор Асамблей Бога, почав служіння серед паризьких іммігрантів. Результатом його служіння стала християнська церква «Харизма», що є найбільшою французькою мегацерквою. У 1993 році переселенцями з Гани у Франції була створена філія Церкви П'ятдесятниці. Дещо пізніше вихідці з Нігерії сформували Спокуту церкву.
Після Другої світової війни до Франції проникли й інші конфесії. Так, у 1962 році серед біженців з Південно-Східної Азії почав служіння Християнський і місіонерський альянси. Виникали і незалежні євангельські церкви, такі як Альянс незалежних євангельських церков Франції (1952) і Франція за Христа (1977).
У 1990-х роках, після масового самогубства членів невеликої езотеричної секти «Храм Сонця», французький уряд переглянув список небезпечних культів, у результаті чого в ньому з'явилися деякі євангельські церкви . 2007 року уряд визнав список застарілим .

## Сучасне становище

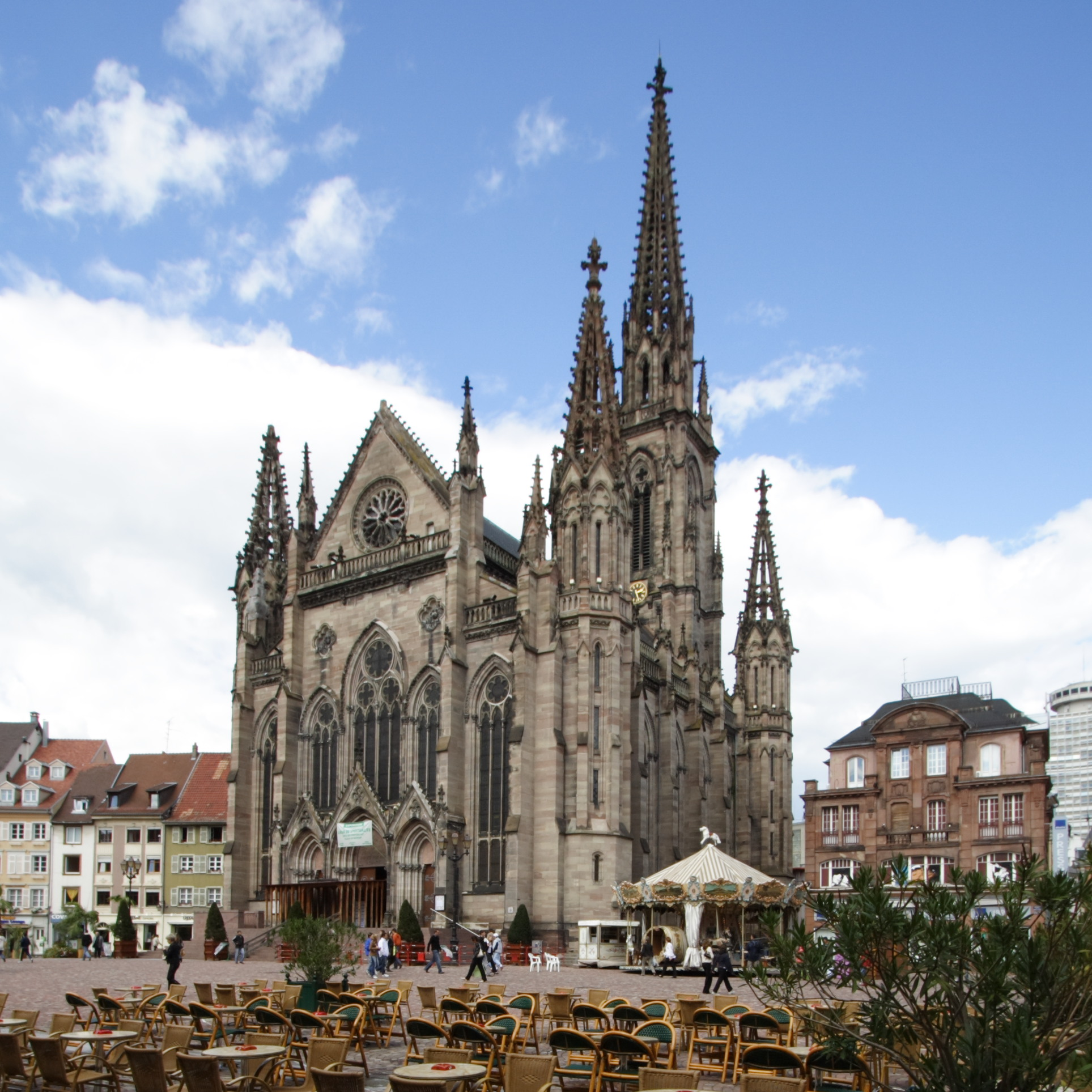
Храм Святого Стефана в Мюлузе

Найбільшою протестантською церквою Франції є Об'єднана протестантська церква Франції, створена в 2013 році в результаті злиття реформаторських і лютеранських громад. Церква повідомляє про 400 тис. прихильників і 1 тис. місць богослужінь. У церкві майже 500 пасторів, третина з яких — жінки .
Ще одна велика об'єднана церква — це Союз протестантських церков Ельзасу і Лотарингії (210 тис. віруючих, 247 парафій). До об'єднаним протестантських церков також можна віднести і Малагазійську протестантську церкву Франції (10 тис.). У країні також діє ряд нечисленних незалежних лютеранських і реформаторських церков: Євангельська лютеранська церква Франції (35 тис.), Національна спілка євангельських протестантських реформаторських церков Франції (10 тис.), Євангельська лютеранська церква — Синод Франції (1 тис.) тощо.
Найбільш швидкозростаючою християнською конфесією Франції називають п'ятдесятників. У 1981 році у Франції було 25 тис. п'ятдесятників. Найбільший п'ятдесятницький союз — Євангельська циганська місія «Життя і світло» об'єднує до 130 тис. чоловік. Церква Асамблей Бога у Франції володіє мережею з 743 парафій, прихожанами яких є 60,6 тис. осіб . Серед інших міжнародних п'ятдесятницьких об'єднань слід назвати Апостольську церкву (3,1 тис.), Церква Бога (1,1 тис.), Об'єднану п'ятдесятницьку церква (1 тис.), Християнські конгрегації Франції (10 осередків), Церква чотиристороннього Євангелія (8 осередків), Церква «Єліму» (8 осередків), Церква Бога пророцтв (5 парафій). Рух Хіллсонг має у Франції базову церкву в Парижі (1,8 тис.) і філію в Ліоні.
Ряд п'ятдесятницьких церков виникли в самій Франції — це Федерація франкомовних церков повного Євангелія (10 тис.), Федерація баптистських харизматичних церков (4 тис.), Союз місіонерських церков (2 тис.), Союз протестантських громад на місії (2 тис., 27 церков), Союз євангельських церков пробудження (2 тис.), Союз незалежних п'ятдесятницьких церков (1 тис., 20 церков). Окрему групу становлять іммігрантські п'ятдесятницькі церкви — такі як Спокута церква (20 парафій) або Церква П'ятдесятниці (20 парафій).
Іммігранти становлять більшість і в найбільшій французькій мегацеркві — паризькій християнській церкві «Харизма» (12 тис. прихожан). У Франції також діють численні незалежні п'ятдесятницькі громади, такі як повноєвангельська мегацерква «Відкриті двері християн» у Мюлузе (2,2 тис. прихожан) тощо.

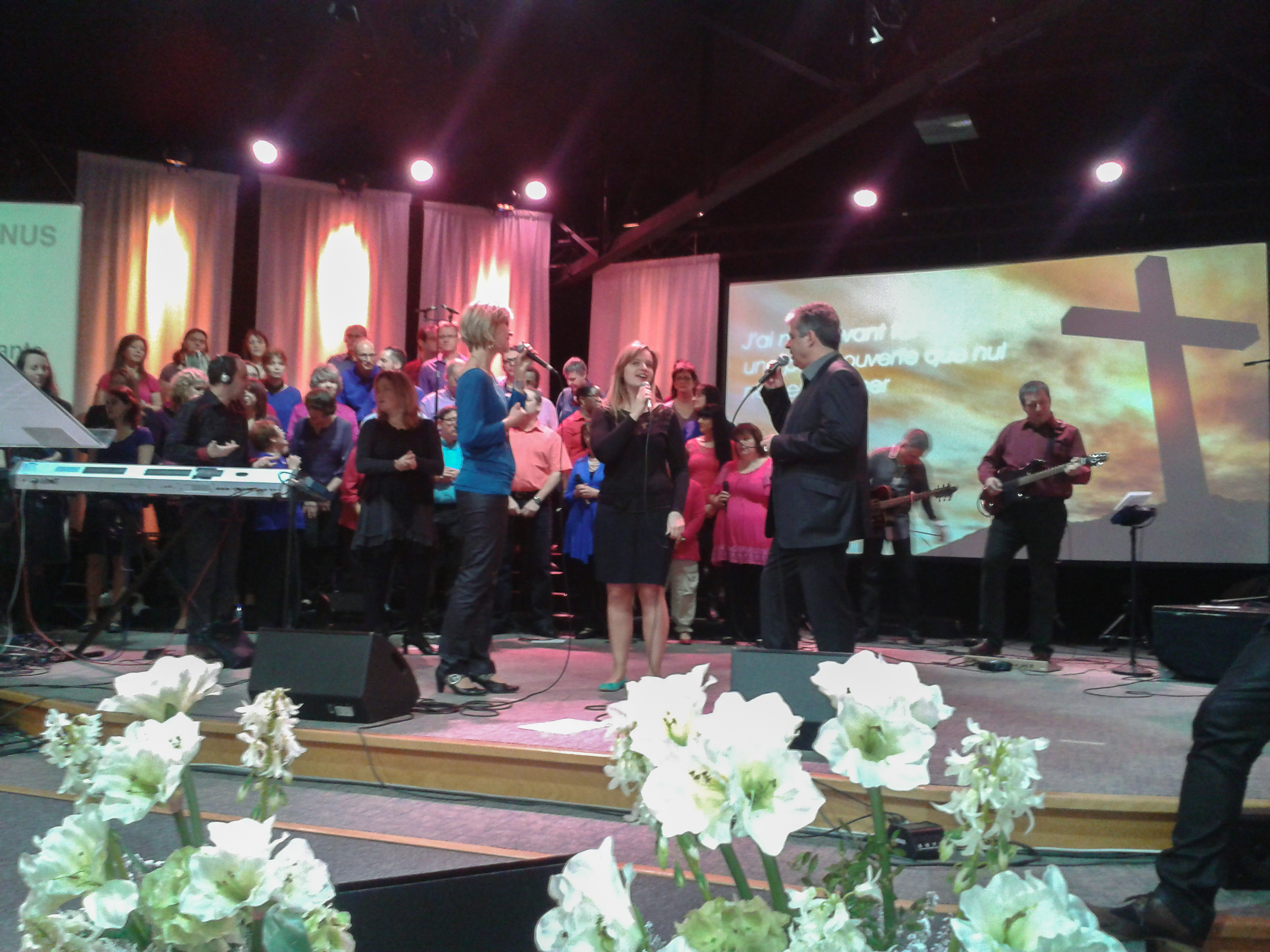
Богослужіння в пятдесятницькій церкві

Найбільшою організацією баптистів є Федерація євангельських баптистських церков (6,5 тис. членів; 116 громад). Федерація є єдиним баптистських союзом країни, що входять до Всесвітнього баптистського альянсу і Європейської баптистської федерації . Також, у Франції діють об'єднання Незалежних баптистських церков (4 тис. прихожан), Асоціація євангельських баптистських церков (2,2 тис. прихожан, 49 громад), Консервативна баптистська церква (1 тис. прихожан) тощо. У 1981 році у Франції було 20 тис. баптистів.
У Франції діє кілька церков плімутських братів, найбільші з них — Збори братів (23 тис., «закриті» дарбісти) і Євангельські збори Франції (7 тис., «відкриті» брати).
Англіканська церква об'єднує 20 тис. віруючих. Громади Новоапостольської церкви відвідують 18 тис. прихожан. Членами церкви адвентистів сьомого дня є 12,6 тис. осіб (110 церков). Серед інших спілок і конфесій слід назвати Союз євангельських методистських церков Франції (2,35 тис.), Асоціацію євангельських церков менонітів (2,1 тис. членів у 32 громадах), Учнів Христа (2 тис.), християнський і місіонерський альянс (1,6 тис., 23 церкви), Армія спасіння (1,4 тис., 36 церков), Союз вірменських євангелічних церков (1 тис.), Назарян (бл. 400 прихожан, 6 церков) і квакерів (60 осіб).

## Екуменічний рух
У 1905 році в країні була створена Федерація протестантів Франції. На даний момент федерація об'єднує понад 30 протестантських союзів країни, прихожанами яких є 800 тисяч прихожан.
Частина протестантських церков входять до Національної ради церков Франції (заснована в 1987 році) і Всесвітньої ради церков . Євангельські церкви Франції також об'єднані в Національну раду євангельських церков, пов'язану зі Світовим євангельським альянсом.